# Clavados en los Juegos Suramericanos de 2010
Los clavados en los Juegos Suramericanos de 2010 se llevaron a cabo entre los días 20 y 23 de marzo. 

## Resultados
| Evento                       | Oro                                                        | Plata                                          | Bronce                                       |
| ---------------------------- | ---------------------------------------------------------- | ---------------------------------------------- | -------------------------------------------- |
| Hombres                      |                                                            |                                                |                                              |
| Trampolín 1 m                | Miguel Ángel Abadía · Colombia                             | Sebastián Castañeda · Colombia                 |                                              |
| Trampolín 3m                 | Juan Guillermo Uran Salazar · Colombia                     | Sebastián Castañeda · Colombia                 |                                              |
| Trampolín 3m sincronizado    | Juan Guillermo Uran Salazar · Victor Hugo Serna · Colombia | Diego Saavedra · Donato Escudero · Chile       |                                              |
| Plataforma 10 m sincronizado | Juan Guillermo Uran Salazar · Victor Hugo Serna · Colombia | Hugo Parisi · Rui Marinho · Brasil             |                                              |
| Mujeres                      |                                                            |                                                |                                              |
| Trampolín 1 m                | Diana Isabel Zuleta · Colombia                             | Juliana Veloso · Brasil                        | Milena Sae · Brasil                          |
| Trampolín 3m                 | Juliana Veloso · Brasil                                    | Diana Isabel Zuleta · Colombia                 | Tammy Takagi · Brasil                        |
| Plataforma 10 m              | Diana Isabel Zuleta · Colombia                             | Milena Sae · Brasil                            | Carolina Urrea · Colombia                    |
| Trampolín 3m sincronizado    | Juliana Veloso · Tammy Takagi · Brasil                     | Diana Isabel Zuleta · Manuela Lemus · Colombia | Gabriela Gutiérrez · Rafaela Ramos · Ecuador |
| Plataforma 10 m sincronizado | Sara Lizeth Castaño · Carolina Urrea · Colombia            | Nicoli Cruz · Milena Sae · Brasil              | Gabriela Gutiérrez · Rafaela Ramos · Ecuador |

## Saltos
El campeón de la especialidad Saltos fue  Colombia.

### Medallero
Los resultados del medallero por información de la Organización de los Juegos Medellín 2010
fueron:

#### Medallero total
País anfitrión en negrilla. La tabla se encuentra ordenada por la cantidad de medallas de oro
| Núm.  | País     | Oro | Plata | Bronce | Total | Orden por Total |
| ----- | -------- | --- | ----- | ------ | ----- | --------------- |
| 1     | Colombia | 7   | 4     | 0      | 11    | 1               |
| 2     | Brasil   | 2   | 4     | 2      | 8     | 2               |
| 3     | Chile    | 0   | 1     | 0      | 1     | 3               |
| 4     | Ecuador  | 0   | 0     | 1      | 1     | 3               |
| TOTAL | TOTAL    | 9   | 9     | 3      | 21    |                 |

Fuente: Organización de los IX Juegos Suramericanos Medellín 2010

#### Medallero por género
País anfitrión en negrilla. La tabla se encuentra ordenada por la cantidad de medallas de oro
| Clasificación por Oro | País     | Hombres | Hombres | Hombres | Hombres | Mujeres | Mujeres | Mujeres | Mujeres | Mixtos | Mixtos | Mixtos | Mixtos | TOTAL | Clasificación por Total |
| Clasificación por Oro | País     |         |         |         | Total   |         |         |         | Total   |        |        |        | Total  | TOTAL | Clasificación por Total |
| 1                     | Colombia | 4       | 2       | 0       | 6       | 3       | 2       | 0       | 5       | 0      | 0      | 0      | 0      | 11    | 1                       |
| 2                     | Brasil   | 0       | 1       | 0       | 1       | 2       | 3       | 2       | 7       | 0      | 0      | 0      | 0      | 8     | 2                       |
| 3                     | Chile    | 0       | 1       | 0       | 1       | 0       | 0       | 0       | 0       | 0      | 0      | 0      | 0      | 1     | 3                       |
| 4                     | Ecuador  | 0       | 0       | 0       | 0       | 0       | 0       | 1       | 1       | 0      | 0      | 0      | 0      | 1     | 3                       |
| TOTAL                 | TOTAL    | 4       | 4       | 0       | 8       | 5       | 5       | 3       | 13      | 0      | 0      | 0      | 0      | 21    |                         |

Fuente: Organización de los IX Juegos Suramericanos Medellín 2010